# Feed the Kitty
Feed the Kitty es un cortometraje animado de la serie Merrie Melodies, dirigido por Chuck Jones y estrenado en 1952. La historia se centra en un perro bulldog llamado Marc Anthony que tras adoptar un pequeño gato intenta que su dueña no se entere. Fue incluido en el libro The 50 Greatest Cartoons de Jerry Beck, que reúne los 50 mejores dibujos animados de la historia según los votos de personas ligadas al mundo de la animación.

## Trama
Un perro bulldog llamado Marc Anthony encuentra un pequeño gato en la calle. Aunque el perro intenta asustarlo con sus ladridos, el gato sube a su lomo y se pone a dormir sobre él. El perro se encariña con el gato y decide adoptarlo, llevándolo a su casa. Al llegar, Marc Anthony es reprendido por su dueña, quien le advierte que no lleve más cosas a la casa. Durante el resto del cortometraje el perro intentará que su dueña no descubra al gato que acaba de adoptar, haciéndolo pasar por objetos del hogar. Mientras la dueña se muestra confundida por el comportamiento de su mascota, el gato continúa jugando alrededor de la casa.
Posteriormente, Marc Anthony lleva al gato a la cocina para regañarle, pero al oír que su dueña se acerca lo esconde en un mueble donde guardan harina. Para evitar que haga más problemas, la dueña echa al perro de la cocina y le informa que va a preparar unas galletas. Marc Anthony se asusta la ver cómo su dueña llena una taza con harina, ya que el gato está dentro. Cuando la mujer se prepara para utilizar una batidora, el perro intenta detenerla de varias formas, pero la dueña termina echándolo al patio. Mientras tanto, el gato sale del recipiente sin que Marc Anthony ni la dueña lo vean.
El perro ve aterrorizado desde la ventana cómo su dueña continúa preparando las galletas, sin saber que el gato había salido del recipiente. Marc Anthony sufre con cada etapa de la preparación de galletas y termina llorando en el patio. Su dueña, creyendo que está llorando por el castigo, lo deja entrar nuevamente a la casa y le da una galleta con forma de gato para subir su ánimo. El perro, sollozando, toma la galleta y la pone sobre su lomo.
Mientras el perro está llorando, el gato se acerca a él y le maúlla. Marc Anthony se alegra de ver que está vivo y comienza a besarlo, pero es sorprendido por su dueña. El perro intenta hacer pasar el gato como un juguete y como un utensilio de maquillaje, pero su dueña no le cree. Ante esto el perro se arrodilla y llora, rogándole a su ama, quien le permite quedarse con el gato, pero advirtiéndole que es el responsable de cuidarlo. Marc Anthony mira al gato y mueve su dedo de forma disciplinaria, pero al ver que el gato comienza a jugar con su dedo lo abraza. Tras esto el gato sube al lomo del perro y se acomoda para dormir.

## Reparto
- Bea Benaderet ... Dueña de Marc Anthony
- Mel Blanc ... Marc Anthony, Gato

## Producción
La animación del cortometraje estuvo a cargo de Ken Harris, Phil Monroe, Lloyd Vaughan y Ben Washam, con la colaboración de Philip DeGuard y Robert Gribbroek en los fondos y los diseños, respectivamente.